# Dame Diop
Dame Diop (ur. 15 lutego 1993 w Loudze) – senegalski piłkarz grający na pozycji napastnika. Kilkakrotnie młodzieżowy i jednokrotnie, seniorski reprezentant Senegalu.

## Kariera klubowa
Dame Diop zaczynał karierę w senegalskim klubie Touré Kunda. W styczniu 2012 podpisał kontrakt z rosyjskim klubem Khimki jednak nigdy nie zagrał w ich barwach. W marcu 2012 został wypożyczony do armeńskiego klubu Szirak Giumri do którego trafił permanentnie w lutym 2013. W sierpniu 2014 został pozyskany przez czeski klub Slavia Praga, z którym związał się dwuletnim kontraktem. W lutym 2016 przeniósł się do czeskiego klubu Fastav Zlín z którym zdobył Puchar Czech w sezonie 2016/17. 1 stycznia 2018 został pozyskany przez inny czeski klub - Baník Ostrawa. W styczniu 2020 Diop zmienił barwy na rzecz tureckiego zespołu Hatayspor, z którym Dame Diop zdobył mistrzostwo drugiej ligi tureckiej. W styczniu 2021 został pozyskany przez czeski klub Dynamo Czeskie Budziejowice w którym grał do końca sezonu 2020/21. Po sezonie został wolnym zawodnikiem aż do września 2022 kiedy to podpisał do armeński klub Piunik Erywań. Od 17 stycznia 2023 Dame Diop pozostaje bez klubu. 

## Kariera reprezentacyjna
Dame Diop jest byłym reprezentantem Senegalu U17, U20 oraz U23.
Diop rozegrał jeden mecz w seniorskiej reprezentacji Senegalu. Był to mecz towarzyski z Kolumbią.